# آلفرد دادلی وارد
آلفرد دادلی وارد (انگلیسی: Alfred Dudley Ward; ۲۷ ژانویهٔ ۱۹۰۵ – ۲۸ دسامبر ۱۹۹۱) فرد نظامی اهل بریتانیا بود. وی همچنین برندهٔ جوایزی همچون نشان حمام و نشان امپراتوری بریتانیا شده‌است.